# Баскетбол на колясках на летних Паралимпийских играх 1960
Соревнования по баскетболу на колясках на летних Паралимпийских играх 1960 состояло из двух мужских турниров. Один — для спортсменов с полной параплегией, другой — для спортсменов с неполной параплегией.

## Результаты

### Медальный зачёт
| Соревнование    | Золото | Серебро        | Бронза         |
| --------------- | ------ | -------------- | -------------- |
| Мужчины класс A | США    | Великобритания | Израиль        |
| Мужчины класс B | США    | Нидерланды     | Великобритания |

## Класс A (неполный)
- Понедельник: США 32 — 10 Австрия[3][4]
- Вторник: США 17 — 8 Израиль[3]

### Списки A
- США:[4]
  - Фрэнк Вечерра, Ист-Сент-Луис, штат Иллинойс
  - Уильям Джонсон, Лонг-Бич, штат Калифорния.
  - Перси Мейби, Бруклин, Нью-Йорк
  - Ричард Мадуро, Мадейра-Бич, штат Флорида.[5]
  - Филипп Холл, Индианаполис, штат Индиана.

## Класс B (неполный)
- Понедельник: США 37 — 6 Бельгия[6]

### Списки B
- США:[4]
  - Рон Штайн (возраст 22), Шампейн, штат Иллинойс.
  - Пол Джонс (возраст 23), Монтгомери, штат Пенсильвания.
  - Джон Кеннеди (возраст 27 лет), Джэксон-Хайтс, Нью-Йорк.
  - Брюс Карр (возраст 23), Эддисон, штат Иллинойс
  - Саул Велгер (возраст 29), Бруклин, Нью-Йорк
  - Андерсон Маккалоу (возраст 25), Уокиган, штат Иллинойс.
  - Рэнди Дагис (возраст 21), Рокфорд, штат Иллинойс.
  - Уэйн Броерен (возраст 26), Шампейн, штат Иллинойс.
  - Питер Акка (возраст 31), Бруклин, штат Нью-Йорк.

## Страны-участницы A, B (неполный состав)
- Австралия[7]
- Австрия[4]
- Бельгия[7][8][9]
- Великобритания
- Израиль
- Нидерланды (Голландия)
- США[4]